# Acrapex biroseata
Acrapex biroseata là một loài bướm đêm trong họ Noctuidae.